# Vidalia dualis
Vidalia dualis är en tvåvingeart som beskrevs av Permkam och Albany Hancock 1995. Vidalia dualis ingår i släktet Vidalia och familjen borrflugor. Inga underarter finns listade i Catalogue of Life.